# Tara Reid
Tara Donna Reid (Wyckoff, Nova Jersey, 8 de novembre de 1975) és una actriu nord-americana. Va interpretar a Vicky a les pel·lícules American Pie (1999), American Pie 2 (2001) i American Reunion (2012) i a Bunny Lebowski a The Big Lebowski (1998). El 2013, va actuar com a April Wexler a la pel·lícula de televisió Sharknado i va repetir el paper a les cinc seqüeles (2013-2018).
Reid va debutar al cinema amb A Return to Salem's Lot el 1987. Entre les seves altres aparicions cinematogràfiques hi ha Urban Legend (1998), El doctor T i les dones (2000), Josie and the Pussycats (2001), Van Wilder: La festa salvatge (2002), My Boss's Daughter (2003) i Alone in the Dark (2005). Va tenir el seu propi programa de viatges reality show a la cadena E! anomenada Taradise el 2005 i va ser company de casa de la reality show britànica Celebrity Big Brother 8 del 2011.

## Primers anys
Tara Donna Reid va néixer i va créixer a Wyckoff, Nova Jersey, filla de Donna i Thomas Reid, que eren professors i propietaris de guarderies. El seu pare també treballava a Wall Street. És d'origen escocès, irlandès, italià, francès, hongarès i anglès. Va assistir a la Professional Children's School a Manhattan, juntament amb altres actors com Christina Ricci, Jerry O'Connell, Sarah Michelle Gellar i Macaulay Culkin. Reid té bessons germans menors, Colleen i Patrick, i un altre germà, Tom.

## Trajectòria
Reid va començar a actuar als sis anys, convertint-se en un personatge habitual del programa de jocs Child's Play, i va aparèixer en més de 100 anuncis publicitaris per a empreses com Jell-O, McDonald's, Crayola i Milton Bradley. Quan era adolescent, estava a Saved by the Bell: The New Class.
Després de traslladar-se a Hollywood el 1997, Reid va passar al cinema, aconseguint el seu paper protagonista a The Big Lebowski del 1998. Tot i que la pel·lícula va decebre a la taquilla, amb només 17 milions de dòlars als Estats Units, s'ha convertit en un clàssic de culte. Més tard, aquest mateix any, va aparèixer en un paper més gran en una pel·lícula amb més èxit financer, Urban Legend, on va interpretar a un amfitriona de ràdio sexy i que va recaptar poc menys de 40 milions de dòlars als Estats Units i va donar lloc a dues seqüeles, encara que cap dels dos incloïa Reid. Al 1999 va aparèixer en un petit paper d'un altre èxit, Cruel Intentions. Reid va trobar el seu primer gust d'èxit real quan va interpretar el paper de la virginal Vickie a American Pie (1999), que va recaptar més de 100 milions de dòlars als Estats Units. La pel·lícula també va marcar la seva primera pel·lícula en arribar al número 1 a la taquilla. El 2001, va repetir el paper a American Pie 2, que es va obrir a 45 milions de dòlars i va recaptar més de 145 milions de dòlars als EUA, gairebé un 50% més que el seu predecessor. Reid no va tornar per American Wedding (2003), però va repetir el personatge de la quarta pel·lícula teatral de la sèrie, American Reunion (2012).
Després de l'èxit d'American Pie 2, Reid va protagonitzar diversos atacs comercials i crítics, inclosos Josie and the Pussycats i Van Wilder: La festa salvatge. També va actuar com la filla menor d'un ginecòleg de Texas al El doctor T i les dones de Robert Altman, al costat de Richard Gere. Va tornar a la pantalla petita com a personatge recurrent de la sitcom de la NBC, Scrubs, que apareixia en 11 episodis de la tercera temporada. Poc després, Reid va aparèixer junt amb Ashton Kutcher a My Boss's Daughter, per la qual va ser nominada a la pitjor actriu de repartiment i a la pitjor parella de pantalla als premis Golden Raspberry 2004.
Al 2005, va coprotagonitzar a mans del famós cineasta alemany Uwe Boll, Alone in the Dark, amb Christian Slater. La seva mala interpretació de "Terranova i Labrador" es va convertir en una frase popular a Internet. La pel·lícula va ser criticada per la crítica i Reid va rebre una nominació al premi Razzie per la pitjor actriu. Reid va iniciar la sessió per organitzar a l'E!, Wild On Tara Reid (més tard rebatejat com a Taradise), un programa que mostrava vacances i punts calents de l'alta societat. L'espectacle es va estrenar el 10 d'agost de 2005, però va ser cancel·lat al setembre, amb Ted Harbert, el president del canal E!, dient que era "increïblement difícil produir amb algú conegut".
El gener de 2007, Reid va filmar un anunci amb Daniel Conn per a Dodo, un proveïdor australià de serveis de telefonia i Internet. Entre el 2007 i el 2008, va protagonitzar diverses pel·lícules directament per a vídeo, incloses 7-10 Split/Strike, If I Had Known I Was a Genius (que es va estrenar al Sundance Film Festival de 2007) i Clean Break/Unnatural Causes. També va interpretar al personatge principal de la pel·lícula de terror Vipers per a telefilm. Al 2010, va aconseguir el paper de Bonnie a la pel·lícula de suspens The Fields, que es va estrenar l'any 2011. Al març del mateix any, va filmar un tràiler "Funny or Die" de The Big Lebowski 2.
Al 18 d'agost de 2011, Reid va ser la segona companya de casa que va entrar a la sèrie de reality show britànica Celebrity Big Brother 8. El 2 de setembre, va rebre el menor nombre de vots i es va convertir en la tercera celebritat que va ser expulsada de la casa. El setembre de 2011, Reid va anunciar a través de la seva pàgina oficial de Twitter que havia d'aparèixer al nou videoclip de Jedward per a "Wow Oh Wow", que van començar a rodar a finals d'octubre del mateix any. El 2014 va aparèixer al seu videoclip de "Ferocious".
Al 2013, va aparèixer a la reeixida pel·lícula de ciència-ficció Sharknado, que va generar cinc seqüeles durant els anys 2014, 2015, 2016, 2017 i 2018.
Entre els projectes recents i propers s'inclouen la comèdia The Hungover Games, la pel·lícula de terror Charlie's Farm, la pel·lícula de Bollywood Tie the Knot i la sèrie de televisió The Big Big Show amb Andrew Dice Clay i Tom Green.
El gener de 2020, Reid va signar a Instant Entertainment i ara és gestionada per Philippe Ashfield, que també és el seu soci comercial.

## Altres empreses
Reid ha aparegut a la portada de nombroses revistes, incloses CosmoGirl, Rolling Stone, Seventeen, Maxim, Playboy, Stuff i FHM. Ha aparegut en anuncis de televisió per a Jello, McDonald's, Dodo Australia i Crayola.
Al 2007, Reid tenia accions en tres restaurants (Bella, Geisha House i The Shore) i va obrir Ketchup, un restaurant de menjar ràpid amb seu a Los Angeles.
El dissenyador de Reid i Ed Hardy, Christian Audigier, va dissenyar Mantra, una línia de roba que va arribar als grans magatzems de gamma alta al 2009. Al 2014 va llançar una nova línia de roba de bany i un perfum, Shark by Tara, inspirat en la franquícia cinematogràfica Sharknado.

## Vida personal

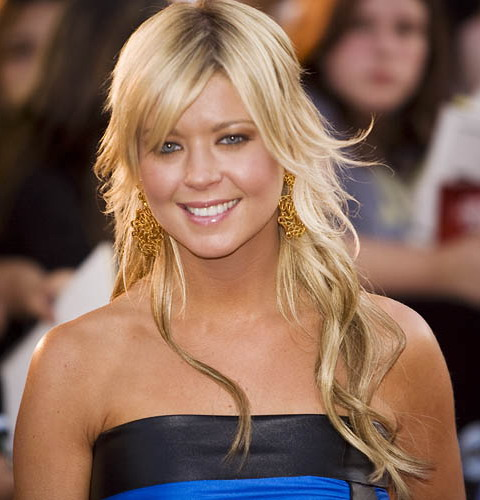
Reid al MuchMusic Video Awards del 2007.

Al març del 2000, Reid va conèixer a Carson Daly al plató de Total Request Live i van començar a sortir. Compartien un apartament a la ciutat de Nova York i es prometre el 29 d'octubre. El juny de 2001, Reid i Daly van trencar el seu compromís.
L'octubre del 2006, Reid va reconèixer en una entrevista amb Us Weekly que havia estat sotmesa a liposuccions. A l'entrevista, explica com la seva cirurgia plàstica "va sortir malament" i també explica per què va decidir fer-se una cirurgia plàstica, dient que els seus pits eren desiguals i que volia un "sixpack" per a un nou paper cinematogràfic. La liposucció li va provocar deformitat. En la mateixa entrevista, el nou cirurgià plàstic de Reid, Steven Svehlak, va informar que va realitzar un procediment anomenat "mastopexia de donut" per corregir l'augment original i va realitzar una liposucció addicional amb l'esperança de treure-li l'abdomen.
Al 18 de gener de 2010, el xicot de Reid, Michael Axtmann, empresari d'Internet de Nuremberg, li va proposar matrimoni al restaurant The Little Door de Los Angeles. Segons els informes, la parella havia planejat una cerimònia íntima per a l'estiu de 2010. El 20 d'abril es va informar que s'havia desconvocat el casament i que la relació havia finalitzat, amb un representant que afirmava: "Tara Reid ha confirmat que no seguirà endavant amb les seves núpcies del 22 de maig".
Al novembre de 2010, Reid va començar a sortir amb l'empresari danès Michael Lillelund. Segons People, el 14 d'agost de 2011, el portaveu de Reid va informar que Lillelund i ella s'havien casat el dia anterior a Grècia. Lillelund ho va negar, dient que no havia estat en contacte amb Reid des del febrer.
L'agost del 2011, Reid va publicar que s'havia casat amb el financer búlgar Zachary Kehayov. A l'octubre d'aquest mateix any, va anunciar que no estaven casats legalment.
Entre 2013 i 2014, Reid va sortir amb el músic israelià Erez Eisen de la banda Infected Mushroom.
Al 2016, Reid i l'actor Dean May van participar en Wedding Boot Camp: Reality Stars, però van ser rebutjats quan es va revelar que no tenien cap relació.

## Filmografia

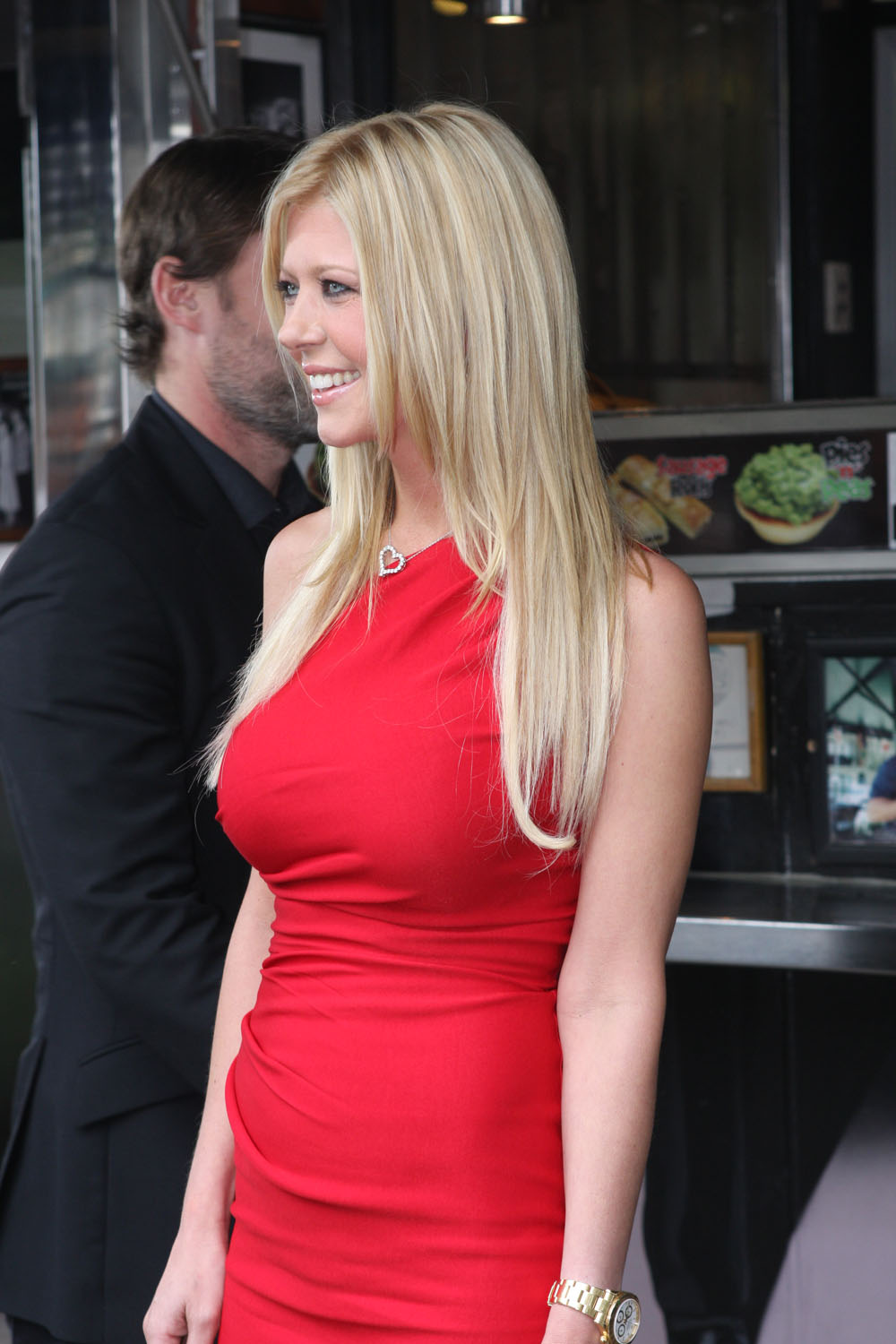
Reid promovent American Reunion (2012) a Sidney.

## Filmografia[32]

### Pel·lícules
| Any  | Títol                          | Paper                            |
| ---- | ------------------------------ | -------------------------------- |
| 1987 | A Return to Salem's Lot        | Amanda                           |
| 1998 | The Big Lebowski               | Bunny Lebowski                   |
| 1998 | Girl                           | Cybil Grimes                     |
| 1998 | I Woke Up Early the Day I Died | Prom Queen / Nightclub Bartender |
| 1998 | Urban Legend                   | Sasha Thomas                     |
| 1999 | What We Did That Night         | The Girl                         |
| 1999 | Cruel Intentions               | Marci Greenbaum                  |
| 1999 | Around the Fire                | Jennifer                         |
| 1999 | American Pie                   | Victoria "Vicky" Lathum          |
| 1999 | Body Shots                     | Sara Olswang                     |
| 2000 | Dr. T & the Women              | Connie Travis                    |
| 2001 | Just Visiting                  | Angelique                        |
| 2001 | Josie and the Pussycats        | Melody Valentine                 |
| 2001 | American Pie 2                 | Victoria "Vicky" Lathum          |
| 2002 | Van Wilder                     | Gwen Pearson                     |
| 2003 | Devil's Pond                   | Julianne                         |
| 2003 | My Boss's Daughter             | Lisa Taylor                      |
| 2005 | Alone in the Dark              | Aline Cedrac                     |
| 2005 | The Crow: Wicked Prayer        | Lola Bryne                       |
| 2005 | Silent Partner                 | Dina Nevskaya                    |
| 2006 | Incubus                        | Jay                              |
| 2007 | If I Had Known I Was a Genius  | Stephanie                        |
| 2007 | 7-10 Split/Strike              | Lindsay / Lil Reno               |
| 2008 | Senior Skip Day                | Ellen Harris                     |
| 2008 | Clean Break/Unnatural Causes   | Julia McKay                      |
| 2011 | The Fields                     | Bonnie                           |
| 2012 | American Reunion               | Victoria "Vicky" Lathum          |
| 2013 | Last Call                      | Lindsay                          |
| 2014 | The Hungover Games             | Effing White                     |
| 2014 | Charlie's Farm                 | Natasha                          |
| 2017 | Tie the Knot                   | Beatrice                         |
| 2017 | Worthless                      | Talia Medici                     |
| 2017 | Baby Bulldog                   | Dr. Robertson                    |
| 2017 | Due Justice                    | Dallas                           |
| 2017 | Bus Party To Hell              | Darby                            |
| 2018 | Ouija House                    | Young Katherine                  |
| 2019 | Andy the Talking Hedgehog      | Fairy BFF                        |

### Televisió
| Any       | Títol                               | Paper          | Notes                                                  |
| --------- | ----------------------------------- | -------------- | ------------------------------------------------------ |
| 1994      | Saved by the Bell: The New Class    | Sandy          | Episodi: "Squash It"                                   |
| 1995      | Days of Our Lives                   | Ashley         | 5 episodis                                             |
| 1996      | California Dreams                   | Sarah          | Episodi: "Graduation Day"                              |
| 2000      | G vs E                              | Luis' Roommate | Episodi: " Underworld"                                 |
| 2003–2005 | Scrubs                              | Danni Sullivan | 11 episodis                                            |
| 2004      | Quintuplets                         | Ms. Foley      | Episodi: "Teacher's Pet"                               |
| 2004      | Knots                               | Emily          | Telefilm                                               |
| 2005      | Hitched                             | Theresa        | Telefilm                                               |
| 2005–2006 | Taradise                            | Herself        | Regular de la sèrie                                    |
| 2007      | Wild 'n Out                         | Herself        | 1 episodi                                              |
| 2008      | Vipers                              | Nicky Swift    | Telefilm                                               |
| 2011      | Celebrity Big Brother 8 (UK)        | Herself        | Reality TV                                             |
| 2013      | Fashion Police                      | Herself        | Guest                                                  |
| 2013      | Lemon La Vida Loca                  | Herself        | Mockumentary                                           |
| 2013      | Tosh.0                              | Herself        | Temporada 5 - Worst Impressionist's web redemption     |
| 2013      | Sharknado                           | April Wexler   | Telefilm                                               |
| 2014      | Sharknado 2: The Second One         | April Wexler   | Telefilm                                               |
| 2015      | Sharknado 3: Oh Hell No!            | April Wexler   | Telefilm                                               |
| 2016      | Marriage Boot Camp: Reality Stars   | Herself        | Reality Show                                           |
| 2016      | Sharknado: The 4th Awakens          | April Wexler   | Telefilm                                               |
| 2017      | Hell's Kitchen                      | Herself        | Convidada de taula del chef; Episodi: "Tequila Shots?" |
| 2017      | Sharknado 5: Global Swarming        | April Wexler   | Telefilm                                               |
| 2017      | Then and Now with Andy Cohen        | Herself        | 1 episodi                                              |
| 2017      | Trailer Park Shark                  | Billie Jean    | Telefilm                                               |
| 2017      | A Royal Christmas Ball              | Allison        | Telefilm                                               |
| 2018      | The Last Sharknado: It's About Time | April Wexler   | Telefilm                                               |
| 2019      | The Boys                            | Herself        | 1 episodi                                              |